# Mount Ratliff
Mount Ratliff är ett berg i Antarktis. Det ligger i Västantarktis. Inget land gör anspråk på området. Toppen på Mount Ratliff är 2 520 meter över havet.
Terrängen runt Mount Ratliff är huvudsakligen lite bergig. Trakten är obefolkad. Det finns inga samhällen i närheten. 